# Dolní Morava
Dolní Morava (en allemand : Niedermohrau) est une commune du district d'Ústí nad Orlicí, dans la région de Pardubice, en Tchéquie. Sa population s'élevait à 430 habitants en 2024.

## Géographie
Le village de Dolní Morava, tout en longueur, est situé dans la vallée de la Morava, qui prend sa source sur le territoire de Velká Morava. Dolní Morava se trouve à 8 km à l'est de Králíky, à 34 km au nord-est d'Ústí nad Orlicí, à 74 km à l'est-nord-est de Pardubice et à 169 km à l'est de Prague.
La commune est limitée par la Pologne à l'ouest et au nord, par Staré Město à l'est, par Malá Morava à l'est et au sud, et par Králíky au sud-ouest.

## Histoire
La première mention écrite de la localité date de 1577.

## Administration
La commune se compose de trois sections :
- Dolní Morava
- Horní Morava
- Velká Morava

## Galerie

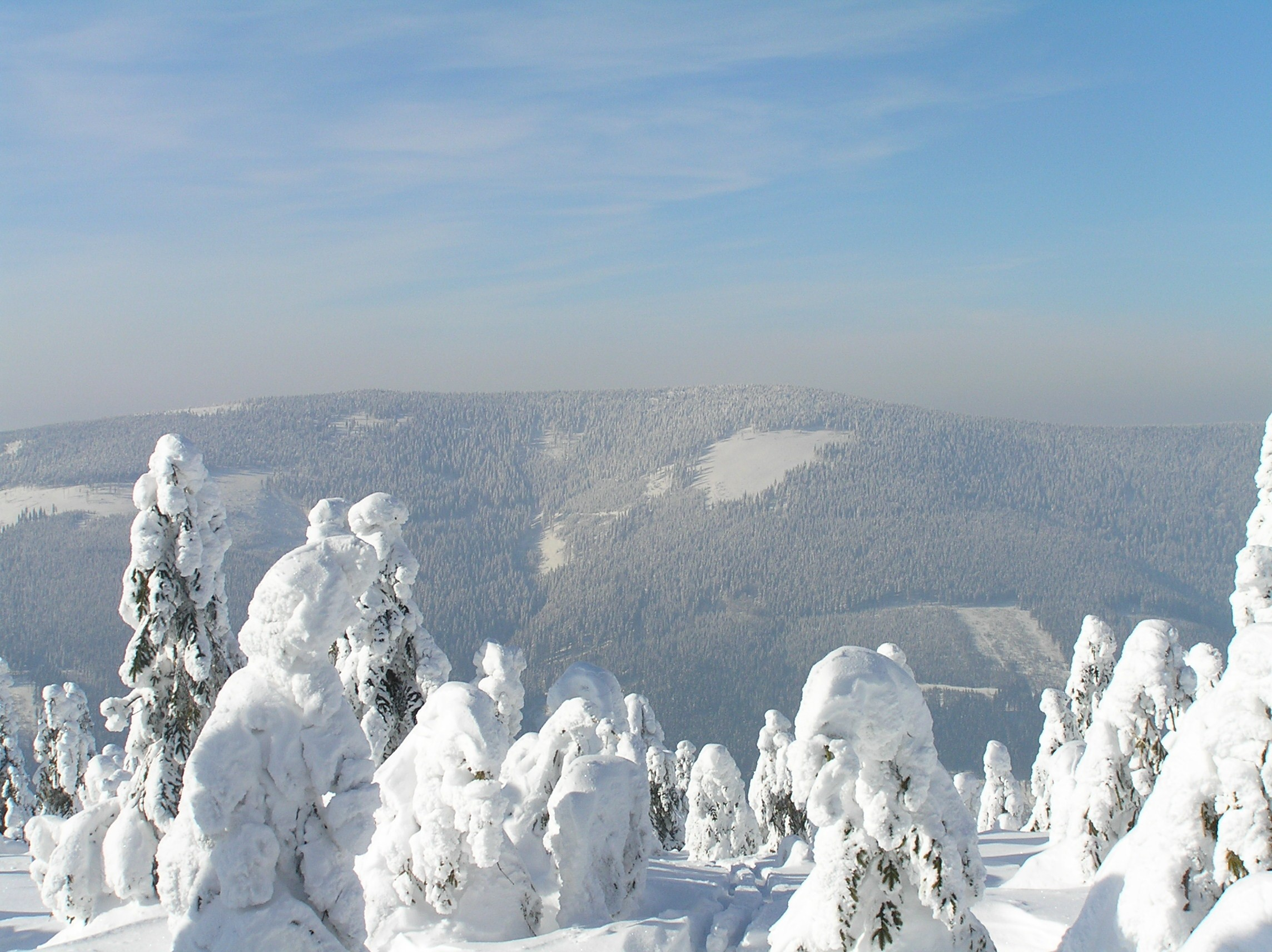
Malý Sněžník.

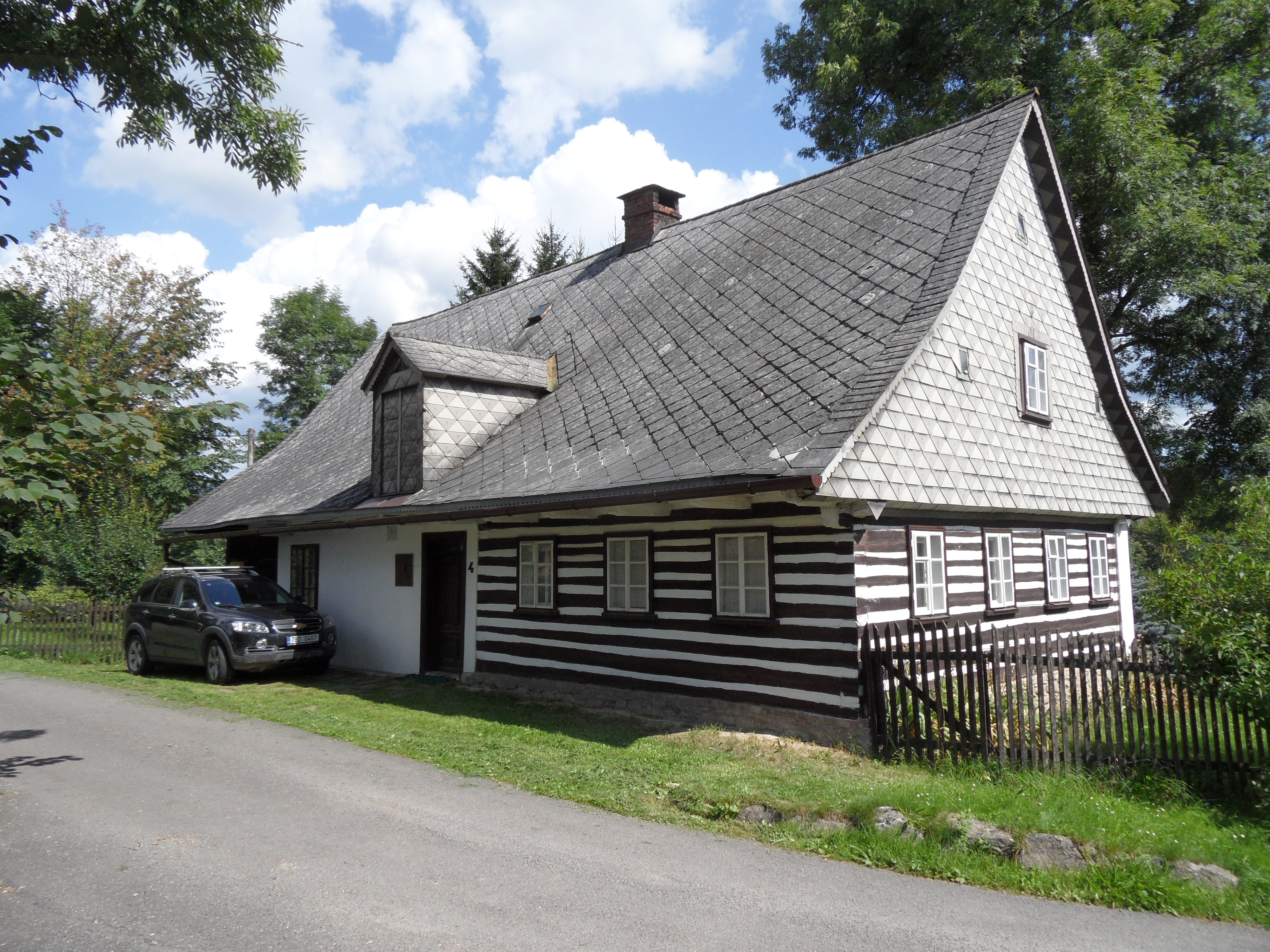
Chalet à Dolní Morava.
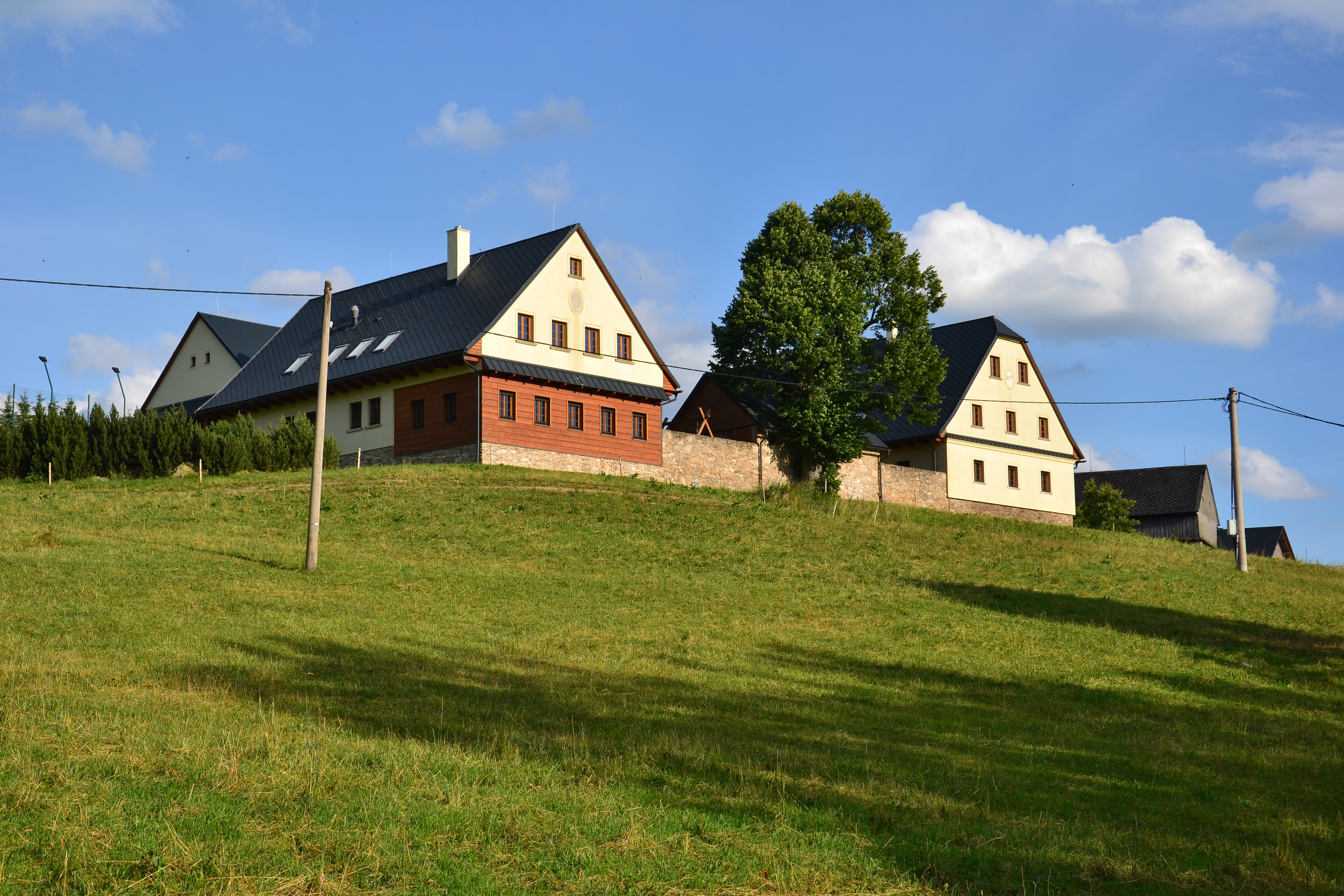
Velká Morava.

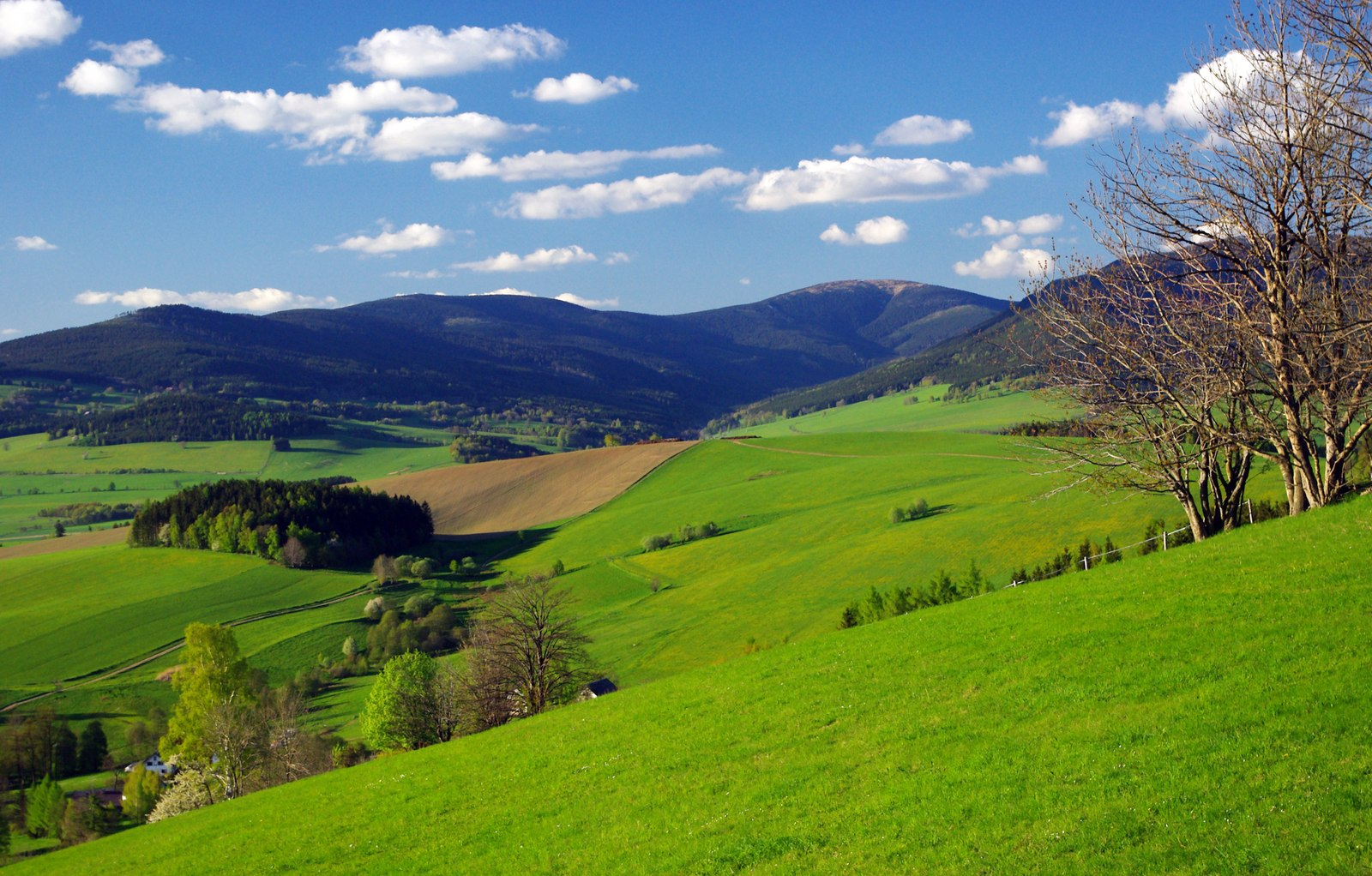
Monts Králický Sněžník.
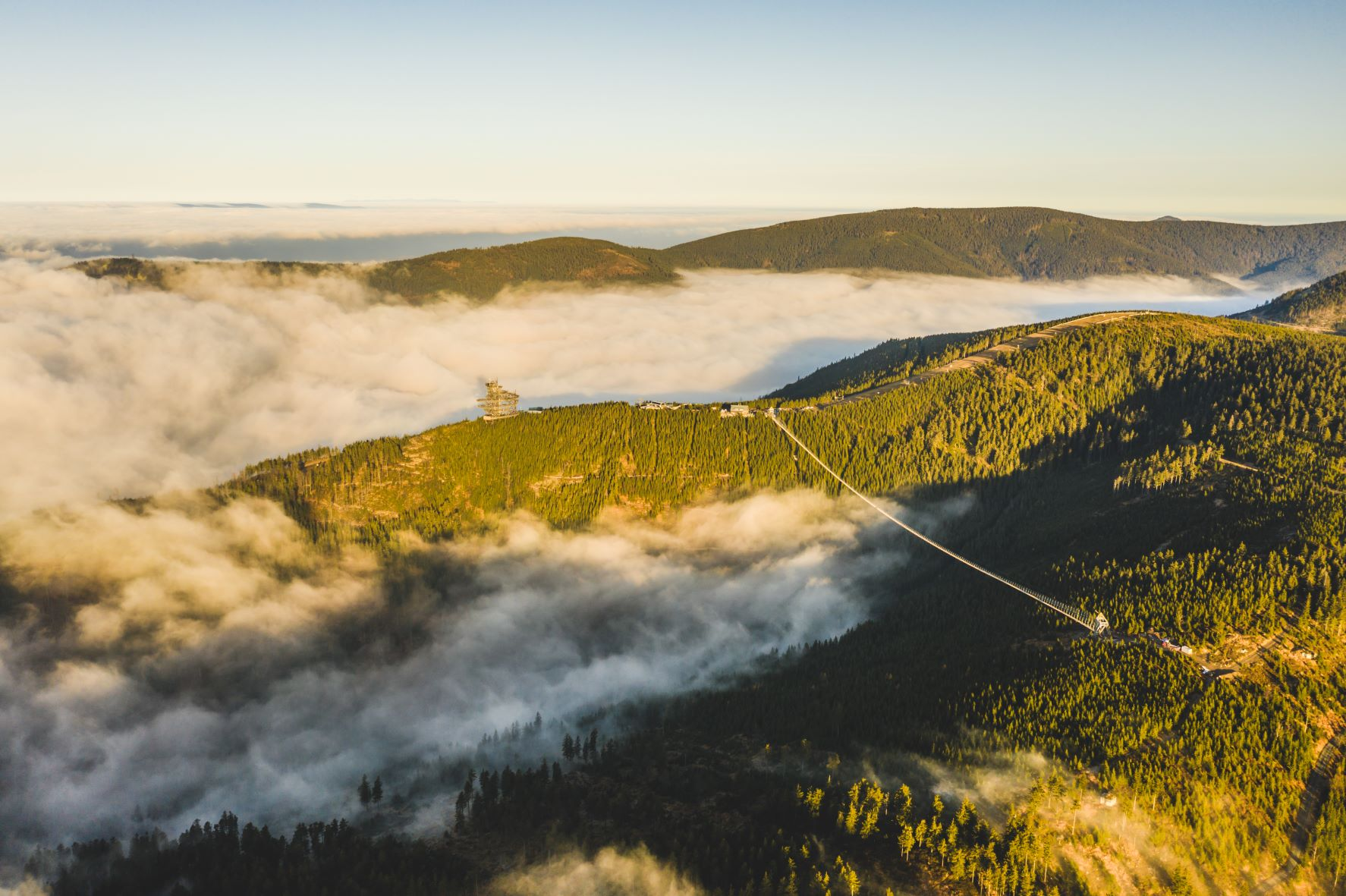
Pont suspendu.

- Malý Sněžník.

## Tourisme
Dolní Morava est une station de sports d'hiver très appréciée. La commune se trouve en partie dans la réserve naturelle de Kralický Sněžník.

## Transports
Par la route, Dolní Morava se trouve à 7 km de Králíky, à 51 km d'Ústí nad Orlicí, à 93 km de Pardubice et à 204 km de Prague. 